# Cerrillos (Uruguai)
Cerrillos és una ciutat i un municipi de l'Uruguai, ubicat al departament de Canelones, sobre el quilòmetre 40 de la ruta 36, a la intersecció amb la ruta 46.

## Història
El 1607 la zona va ser recorreguda per Hernandarias qui, en carta a Felip III de Castella, va esmentar la "gran abundància i fertilitat d'aquesta terra". El 1723, Pedro Gronardo es va establir per criar bestiar. Una comissió presidida per Máximo Tajes, expresident de la República, va formalitzar el poble el 1896. Cap a l'any 1958 es va denominar vila i, el 1971, ciutat. Al proper camp militar es va crear entre 1915 i 1916 el primer camp d'aviació militar, denominat Los Cerrillos.

## Demografia
La població de Cerrillos és de 2.080 habitants segons les dades del cens del 2004.
| Any  | Població      |
| ---- | ------------- |
| 1908 | 5.010         |
| 1963 | 1.221 o 1.185 |
| 1975 | 1.601         |
| 1985 | 1.763         |
| 1996 | 1.916         |
| 2004 | 2.080         |

Font: a menys que s'indiqui el contrari

## Fills il·lustres
- Wilmar Cabrera (1959-), futbolista.